# Edith V. Gómez-Sosa
Edith V. Gómez-Sosa (18 de noviembre de 1942) es una botánica, curadora, y profesora argentina. Desarrolla actividades académicas botánicas en el "Instituto de Botánica Darwinion", San Isidro (Buenos Aires). Ha realizado expediciones botánicas al NOA.

## Algunas publicaciones
- edith v. Gómez-Sosa. 2010. The Astragalus minimus (Leguminosae, Galegeae) Complex and One New Species for Chile and Argentina. Novon 20 (2): 157-162

- ----------------------. 2008. Astragalus. 2121–2132. En Zuloaga, F. O., O. Morrone, and M. J. Belgrano. Catálogo de las Plantas Vasculares del Cono Sur. Monogr. Syst. Bot. Missouri Bot. Gard 107

- ----------------------. 2007. Astragalus darwinianus (Leguminosae, Galegeae), a New Species from Argentina. Novon 17 (2): 179-181

- ----------------------. 2005. Taxonomic novelties in Astragalus (Leguminosae) for South America. Novon 15:542–547

- ----------------------. 2004. Species of the South American Astragalus garbancillo (Leguminosae- Papilionoideae) complex. Arnaldoa. [online] 11 ( 2 ) : 43-65. En línea (enlace roto disponible en Internet Archive; véase el historial, la primera versión y la última). ISSN 1815-8242.

- ----------------------. 1997. A New Astragalus (Leguminosae) from Argentina, Notable for Placentation of Its Seeds. Brittonia 49 ( 4 ) : 537-541

- ----------------------. 1988. Novedades en el género Astragalus. III. Bol. Soc. Argent. Bot 25:485–493

- ----------------------. 1988. Astragalus li-nii, a New Name for A. monticola Li et Ni, Non Philippi, from Tibet (Leguminosae). Taxon 37 ( 2 ): 469

- ----------------------. 1986. Astragalus neobarnebyanus (Leguminosae): A New Species from Peru. Brittonia 38 ( 4 ) : 427-429

- m. coburn Williams, edith v. Gómez-Sosa. 1986. Toxic Nitro Compounds in Species of Astragalus (Fabaceae) in Argentina. J. of Range Management 39 ( 4 ): 341-344

- edith v. Gómez-Sosa. 1979. Las especies sudamericanas del género Astragalus. I. Las especies patagónicas argentinas. Darwiniana 22:313–376

### Capítulos de libros
- ----------------------. 2000. 128. Fabaceae ; pt. 10, Subfam. III. Papilionoideae, Parte 4. Flora fanerogámica Argentina. Proflora (CONICET) 30 pp.

- ----------------------. 2000. Subfam. III. Papilionoideae, parte 4. Tribu XI. Millettieae. Tribu XII. Robinieae. Tribu XIII. Indigofereae. Vol. 68, Parte 10 de Flora fanerogámica argentina. Proflora (CONICET) 30 pp.

- ----------------------. 2000. Las especies argentinas de Crotalaria (Leguminosae - Crotalarieae): novedades, descripciones y clave. Gayana Bot. [online] 57 ( 1) : 67-87 ISSN 0717-6643

- ----------------------. 1999. Astragalus. 645–650. En Zuloaga, F. O. and O. Morrone, eds. Catálogo de las Plantas Vasculares de la República Argentina II, Fabaceae–Zygophyllaceae (Dicotyledoneae). Monogr. Syst. Bot. Missouri Bot. Gard. 74

- ----------------------. 1984. Astragalus L. 175–206. En Correa, M. N., editor. Flora Patagónica, Parte IV b, Droseraceae a Leguminosae. Colección Científica INTA. Buenos Aires

## Honores
Miembro
- Sociedad Argentina de Botánica

- La abreviatura «Gómez-Sosa» se emplea para indicar a Edith V. Gómez-Sosa como autoridad en la descripción y clasificación científica de los vegetales.[2]